# Broadway–Chambers Building
Le Broadway–Chambers Building est un bâtiment historique situé au 277 Broadway, à l'angle de Chambers Street dans le quartier de Civic Center, à Manhattan. Construit de 1899 à 1900, il est la première réalisation de l'architecte Cass Gilbert à New York. Cet édifice de 18 étages est conçu dans un style Beaux-Arts,.

## Description
À la fin de la construction du bâtiment en 1900, le critique Montgomery Schuyler (en) affirme que le Broadway–Chambers Building est « l'exemple complet de ce type de design pour un grand immeuble ». En 1998, Herbert Muschamp (en) du New York Times écrit du design de Gilbert :

« Gilbert a affiné les proportions entre les éléments de l'immeuble et les a articulés en utilisant un matériau différent pour chacun d'entre eux : la pierre pour les fondations, la brique pour le tronc et la terre cuite pour la couronne. Le briquetage, rouge parsemé de bleu, est particulièrement beau. Contrairement à la pierre et à la terre cuite de couleurs claires, il donne une touche coloniale à la structure dont le reste est conçu de façon classique. Des guirlandes, des couronnes d'abondance et une arcade polychrome d'appartement-terrasse viennent garnir la composition. »

Le bâtiment comporte une des marques de fabrique de Gilbert : l'usage intensif de la sculpture architecturale sur la corniche de l'arcade au sommet de l'édifice, dont des statues de têtes de lions et de femmes. Gilbert deviendra plus tard un architecte prééminent en concevant notamment le Woolworth Building et le bâtiment de la Cour suprême,.
Plusieurs entreprises créent une exposition sur la construction du Broadway–Chambers Building pour l'Exposition universelle de 1900 à Paris,.
Le Broadway–Chambers Building est classé Monument de New York en 1992.